# Jacobus Barbireau

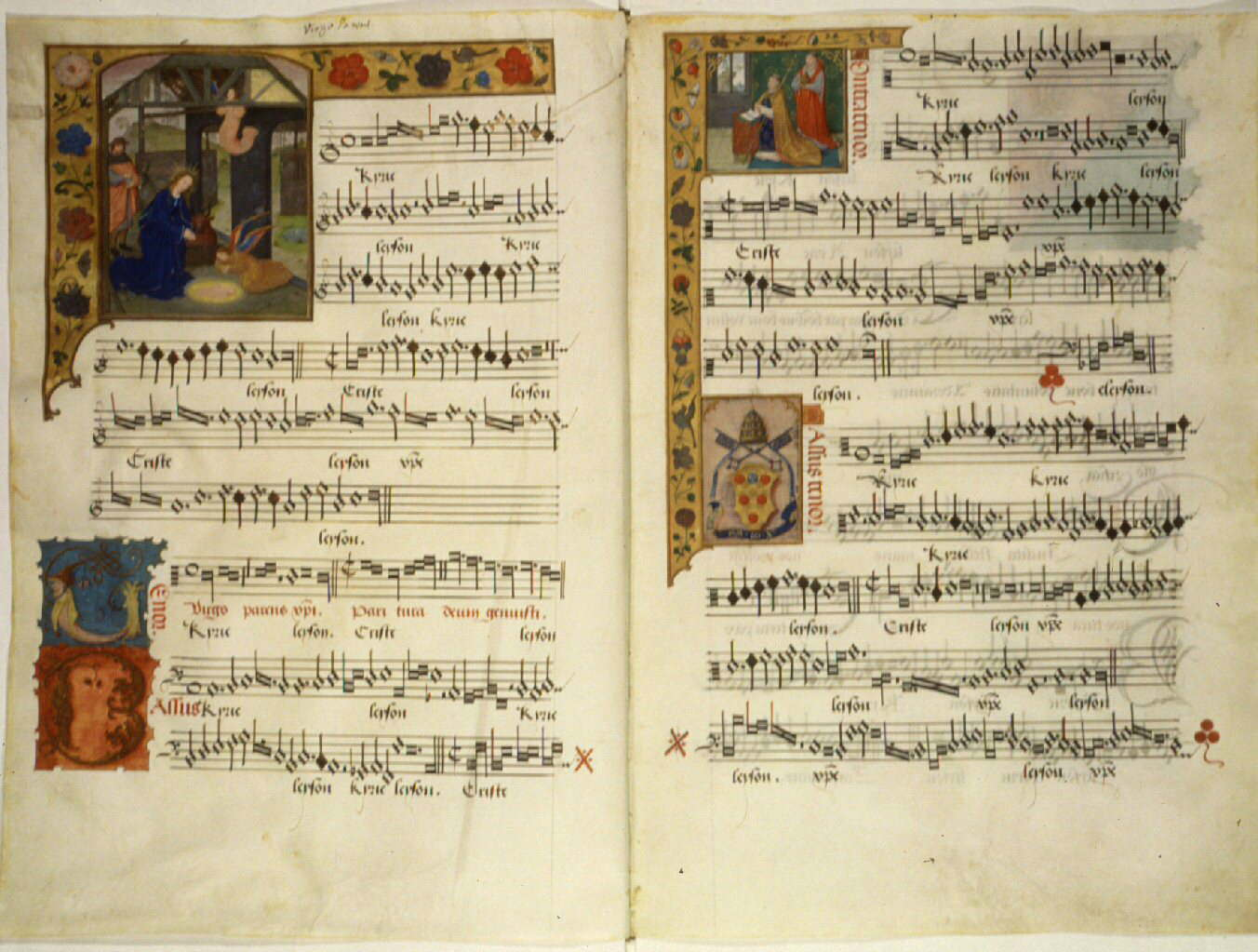
Una copia iluminada de la Missa Virgo parens Christi de Jacobus Barbireau; compuesto a finales del siglo XV, copiado a principios del siglo XVI como parte de un regalo al Papa León X

Jacobus Barbireau (también Jacques o Jacob; también Barbirianus) (Amberes, 1455 - Amberes, 7 de agosto de 1491) fue un compositor renacentista franco-flamenco de Amberes. Tanto sus contemporáneos como los estudiosos modernos lo consideraron un compositor excepcional; sin embargo, su producción es escasa y murió joven.

## Vida
Hasta los años de la década de 1960, se le confundía con otro compositor algo más antiguo llamado Barbingant. Barbireau nació probablemente en Amberes, donde sus padres eran ciudadanos. En 1482, ya había obtenido el título de Maestro de Artes, por lo que probablemente fue a la universidad en la década de 1470. Quiso estudiar con el humanista y músico Rodolphus Agricola, que estuvo activo en Ferrara en la década de 1470 y más tarde en Heidelberg, y se han conservado varias cartas escritas por Agricola a Barbireau; una de ellas da pistas útiles sobre la vida de Barbireau. Según ella, Barbireau ya estaba activo como compositor en 1484, y da a entender que su fama aún no se había extendido fuera de su Amberes natal.
Es posible que Barbireau estuviera vinculado a la iglesia de Nuestra Señora de Amberes desde su infancia. Desde 1482, la iglesia fue el centro de su vida. También es probablemente la razón por la que le fue imposible estudiar con Agrícola. En 1484, sucediendo a Antoine de Vigne, se convirtió en Kapellmeister, cargo que ocupó hasta su muerte. Aunque Barbireau está registrado en los libros de cuentas de la iglesia como maestro de canto o magister choralum desde 1487, es probable que ocupara el cargo desde 1484. En 1485, como maestro de escuela, pagó una contribución a la Capellanía Nuestra Señora de Nieuwwerk, una fundación creada para los maestros de canto. En aquella época, el coro dirigido por Barbireau estaba formado por doce cantantes. [El emperador Maximiliano I]]le tenía evidentemente en alta estima, y cuando Barbireau fue a Buda en Hungría en 1490, Reina Beatriz también habló bien de él.
Sin duda, su salud fue precaria durante los últimos nueve años de su vida. Murió en Amberes, poco después de regresar de Hungría, el 7 de agosto de 1491. En su testamento, designó como herederos a la mujer con la que se casó después de 1487 y a la hija que tuvo con ella, Jacomyne Barbireau (nacida después de 1487, fallecida después de 1525).
La muerte del compositor inspiró al humanista Judocus Beyssel a escribir tres epitafios, en los que describe a Barbireau como "notabilissimus modulator" y lamenta la prematura muerte del compositor.

## Música
La biblioteca de la catedral de Amberes fue destruida por fanáticos religiosos en 1556, incluyendo probablemente la mayor parte de la música de Barbireau. Sin embargo, ha sobrevivido una parte, en fuentes como el Códice Chigi. Lo que ha sobrevivido es de una calidad excepcional. "Barbireau muestra un grado de pulido contrapuntístico y de ingenio melódico-armónico que lo sitúa firmemente a la altura de compositores como Isaac y Obrecht".
Se conservan dos misas, un Kyrie para el tiempo de Pascua y un motete sobre textos del Cantar de los Cantares, Osculetur me, para cuatro voces. La misa a cinco voces, Missa virgo parens Christi, es una misa cantus firmus y tiene una disposición inusual en la que las voces tienen partes divisi, lo que indica que se necesitarían al menos diez voces reales para cantarla. En esta composición los contrastes texturales son elevados, con llamativos pasajes homofónicos que se alternan dinámicamente con los polifónicos, y con partes rápidas que se entrelazan con las más lentas. En esta misa también se alternan dúos (bicinia) a modo de llamada-respuesta. El motete Osculetur me utiliza tesituras de voces graves que recuerdan a Ockeghem.
De su música profana, la canción Een vroylic wesen, para tres voces, se convirtió en un "éxito" en toda Europa, apareciendo en numerosos arreglos de lugares tan distantes como España, Italia e Inglaterra; Heinrich Isaac la utilizó como base para su propia Missa Frölich wesen. Tres de sus canciones profanas que se conservan fueron utilizadas como base para misas, tanto por Isaac como por Jacob Obrecht.

## Obras

### Misas y movimientos de misas
1. Missa Faulx perverse (4 voces)
2. Missa virgo parens Christi [ Missa De venerabili sacramento ] (5 voces)
3. Kyrie paschale (4 voces)

### Motet
1. Osculetur me (4 voces)

### Música secular
1. Ein frohlich wesen [Een vroylic wesen]
2. Gracioulx y biaulx
3. Scon lief